# 傾訴
《傾訴》是香港歌手陳百強的第五張粵語大碟，亦是第一張自己親自監製的專輯，收錄了由國語時代曲改編而成並大受歡迎的名曲《今宵多珍重》，著名原創中快板歌曲《疾風》，以及由日本演歌改編而成的《天涯路》等。此唱片採用雙封套設計，於1982年12月推出。

## 製作背景
陳百強在1982年末的訪問中透露《今宵多珍重》的改編靈感是來自於1982.08.02舉辦的「第六屆香港金唱片頒獎典禮」：「那天我參加無線舉辦的金唱片頒獎典禮，負責頒獎給我的，是很出名的女歌星崔萍，肥肥介紹她出場時，曾哼了數句《今宵多珍重》的音調，我一聽便喜歡得不得了，結果我找鄭國江重新填詞，用粵語唱出來，想不到歌迷的反應很不錯。」崔萍當時頒白金唱片獎給陳百強的《有了你》專輯。
陳百強在1988年的「名曲XO」節目中如此解釋當初改編《今宵多珍重》的原因：「有一次在金唱片頒獎典禮由崔萍小姐頒獎給我，我當時正在籌備新唱片幷選歌，我覺得這首歌很好聽，因為是我從小聽到大的，突然間我靈感一出，心想不如將它的配樂改編一下。當時樂壇還沒有什麼舊歌重唱的例子，所以我感覺會有一些新意。」
在1983年度「十大中文金曲頒獎典禮」上陳百強曾透露了《今宵多珍重》與他父親的關係，他如此說；「我爸爸會唱粵曲的，大約25年前我爸爸追我媽媽的時候，他時常會唱《今宵多珍重》，他唱“今宵請你多珍重...”。當時他們經常去跳茶舞，在那裏經常會播這首歌，也因為他們那麽努力的唱這首歌，才有了今天的我。」
鄭國江在2014年「我們都是這樣唱大的」節目中透露《今宵多珍重》有一句歌詞是後來才加上去的，他如此說：「有一句歌詞『抱入懷裏，深深一吻莫匆匆』比較濃情，一開始我覺得不太適合Danny那種純真的氣質，所以我抽起了這一句，把歌詞交給了他。但當我在錄音室中跟進幷聽他唱的時候，我感覺到他唱出了那種很懷舊的情懷，所以在小休的時候，我給他看了我原本抽起來的那一句，他馬上說「對的，對的，很適合！」，於是就把這一句歌詞加回了進去。」
鄭國江在2022年「華語金曲獎」專訪中透露《今宵多珍重》歌詞中前兩句的意境是源自周璇名曲《黃葉舞秋風》。
周啟生在2024年接受「明周」訪問時透露了一些《孤雁》的故事：「以前媽媽哄我睡覺時跟我講過一個故事，她說她和丈夫都是在二戰時走難從廣州經澳門來到香港的，途中有一次她聽到後面有槍聲，就轉身開了一槍，開完搶就要蹲下來，通一通七九步槍再加火藥，她聽到日本人講話，她就躲在蘆葦草中，趴在水裏裝成屍體，日本人用槍前部的刀子來刺那些屍體來確認，要不然就會補一槍，她一動都不敢動。」

## 迴響
《今宵多珍重》既保留了原曲的懷舊韻味，又增添了現代流行音樂的元素，讓這首經典老歌煥發出新的生命力。歌詞充滿了離愁別緒和深情厚誼，表達了在離別時刻對愛人的溫柔叮嚀與不舍。
《今宵多珍重》推出後立即獲得空前迴響，是陳百強至那為止最受歡迎的歌曲，在那期間陳百強正在美國紐約進修半年的音樂課程，向名歌唱導師Marge Rivingston學習聲樂，但由于《今宵多珍重》意料之外的大受歡迎而在唱片公司的要求下暫時中斷進修回港進行宣傳活動。
鄭國江透露《今宵多珍重》歌曲推出後他收到了Chris Babida寄給他的感謝卡，是他填詞生涯中的首次經歷。
《今宵多珍重》奪得港台「中文歌曲龍虎榜」1983年第2周冠軍，並且獲得1983年度無線「十大勁歌金曲」獎以及「AGB觀眾抽樣調查最受歡迎獎」(金曲金獎前身)。
崔萍相當欣賞陳百強和他的《今宵多珍重》，2006年她接受訪問時曾道：「很多人翻唱過我的歌，但我最欣賞的還是陳百強的。他的演繹、感情表達和歌曲編排都很好。。。我覺得這個年輕人不單有才華，還很有禮貌、很懂得尊重前輩。」
2018年小美曾在個人Facebook中如此評價《今宵多珍重》：「Danny完全唱出那份凄美。。而歌詞也實在太出色。。『愁看殘紅亂舞，憶花底初度逢，難禁垂頭淚湧，此際幸月朦朧。』。。情景並溶。。美得無法言喻。。」
《疾風》的特色像是混合了巴西森巴音樂及爵士樂的節奏，也有點像Flamenco曲式中的Rumba和Bulerías的混合體，活潑熱鬧，因此此曲亦是一首流行的舞蹈訓練舞曲。
林家棟在獲得2016年度香港電影金像獎影帝後曾透露《疾風》對他的意義：「我經常在車上聽陳百強的《疾風》，歌詞『如內心有夢就全力追蹤，不須計那天才可終』非常影響我，人永遠不會知一生人可以賺幾多錢，你先去做到自己想有的成績，才可以講希望有甚麼回報。」
雲妮（黄君慧）在2022年商台「雲妮鍾情」節目中曾如此描述《疾風》在當年舞者界中的地位：「我曾經認識一批八十年代的舞蹈藝員，這一群舞者後來都成為了香港的殿堂級排舞師，他們都不約而同的跟我說他們舞者界的主題歌曲就是《疾風》。」
《傾訴》大碟的銷量極高，有媒体統計此碟可能是1982年度最高銷量大碟。

## 衍伸
2019年，周星馳電影《新喜劇之王》選用了陳百強的《疾風》作為主題曲。周星馳在電影發佈會中透露當年在他還是臨時演員時，每當失意就會聽《疾風》，用來激勵自己不要放棄，堅持下去，所以他就希望用這首歌傳遞《喜劇之王》中的「疾風精神」(“努力奮鬥，別放棄，相信自己，你就是自己人生的喜劇之王。”）去鼓勵更多的人。電影中的《疾風》國語版由「疾風少女」團隊演唱，此團隊由落選「火箭少女101」選秀的七位成員組成，周星馳解釋如此組團的原因：「希望可以鼓勵一班正在追夢的小人物，即使面對疾風，都可以勇往直前。」
2019年，無線電視劇《金宵大廈》大受歡迎，牽起全城熱話，劇中由譚嘉儀翻唱的抒情版主題曲《今宵多珍重》完美貼合劇情，亦同時引起關注熱潮。劇中女主角李施嬅亦曾於Instagram發表親自鋼琴彈奏的《今宵多珍重》音樂視頻。
2022年，由於歌曲深入民心，無線的續集電視劇《金宵大廈2》再一次採用《今宵多珍重》作為主題曲。
2022年，在首屆「香港金曲頒獎典禮 2021/2022」上，Chris Babida獲得「香港金曲榮譽大奬」，並在會上彈奏爵士風的《疾風》一曲。
2024年，商台為65周年台慶而制作了20集廣播劇《微涼之夏》，劇中楊雲峯（由林家楝聲演）主持的電台節目名為「今宵多珍重」。

## 曲目
| 曲序     | 曲目       |          | 作曲                                                | 编曲          | 备注                                                                                        | 时长  |
| -------- | ---------- | -------- | --------------------------------------------------- | ------------- | ------------------------------------------------------------------------------------------- | ----- |
| 1.       | 今宵多珍重 | 鄭國江   | 王福齡                                              | Chris Babida  | 第一主打 改編自崔萍的《今宵多珍重》                                                         | 3:45  |
| 2.       | 寵愛       | 林振強   | 林子祥                                              | Chris Babida  |                                                                                             | 2:43  |
| 3.       | 天涯路     | 鄭國江   | 平尾昌晃                                            | 周啟生        | 改編自小林幸子的《迷い鳥》(迷途鳥) 同曲異詞有鳳飛飛的《眼中的感情》（國語）                 | 3:48  |
| 4.       | 孤雁       | 鄭國江   | 周啟生                                              | 周啟生        |                                                                                             | 3:35  |
| 5.       | 疾風       | 林振強   | Chris Babida                                        | Chris Babida  | 第二主打 2019年周星馳電影《新喜劇之王》主題曲。國語版由疾風少女主唱，翟劍作詞，吳加恩編曲。 | 4:49  |
| 6.       | 魔術師     | 林振強   | Andy Bautista                                       | Andy Bautista |                                                                                             | 2:54  |
| 7.       | 傾訴       | 黃霑     | 陳百強                                              | Andy Bautista |                                                                                             | 3:40  |
| 8.       | 愛人       | 卡龍     | Burt Bacharach Bruce Roberts Carole Bayer Sager     | Andy Bautista | 改編自Roberta Flack的《Making Love》                                                        | 3:36  |
| 9.       | 找不到自由 | 林振強   | 周啟生                                              | 周啟生        |                                                                                             | 3:49  |
| 10.      | 戀愛快車   | 鄭國江   | Chris Babida                                        | Chris Babida  |                                                                                             | 4:01  |
| 11.      | 夜         | 卡龍     | Jerry Lee Wallace Kenneth Bell Terry Nelson Skinner | Chris Babida  | 改編自Air Supply的《Even The Nights Are Better》                                            | 3:48  |
| 12.      | 伴我小半天 | 鄭國江   | Andy Bautista                                       | Andy Bautista |                                                                                             | 3:23  |
| 总时长： | 总时长：   | 总时长： | 总时长：                                            | 总时长：      | 总时长：                                                                                    | 43:51 |

## 製作人員
- 監制：陳百強
- 攝影：毛澤西Idris Mootee
- 錄音室：EMI Studio (TBC)

## 派台成績
| 歌曲       | 港台 中文歌曲龍虎榜 |
| ---------- | ------------------- |
| 今宵多珍重 | 1▲                  |
| 疾風       | (-)                 |

▲1983年第2周

()未知

## 獎項
- 1983年度十大勁歌金曲頒獎典禮

- 「十大勁歌金曲第一季季選」：《今宵多珍重》
- 「十大勁歌金曲總選」：《今宵多珍重》
- 「AGB觀眾抽樣調查最受歡迎獎」：《今宵多珍重》

- 第七屆香港金唱片頒獎典禮

- 「白金唱片」：《傾訴》

## 另見
- 今宵多珍重 (歌曲)